# Quốc hội Liên bang (Thụy Sĩ)
Quốc hội Liên bang Thuỵ Sĩ (Bundesversammlung; Assemblea federale; Assamblea federala) là cơ quan quyền lực nhà nước cao nhất của Thụy Sĩ, thực hiện quyền lập pháp.
Quốc hội Liên bang gồm hai viện ngang quyền: Viện Quốc dân gồm 200 nghị sĩ, là cơ quan đại biểu của nhân dân; và Viện Liên bang, gồm 46 nghị sĩ, mỗi bang bầu ra hai nghị sĩ, mỗi bán bang bầu ra một nghị sĩ.
Viện Quốc dân và Viện Liên bang chủ yếu hoạt động riêng biệt. Những quyết định của Quốc hội Liên bang phải có sự đồng ý của hai viện. Đối với một số vấn đề nhất định như bầu cử thì Quốc hội Liên bang họp toàn thể tại hội trường Viện Quốc dân để xem xét, quyết định. Trong một phiên họp toàn thể, các nghị sĩ Viện Quốc dân ngồi yên tại chỗ, các nghị sĩ Viện Liên bang ngồi theo bang của họ ở phía sau hội trường. Quốc hội Liên bang họp toàn thể bốn phiên mỗi năm vào cuối mỗi kỳ họp.

## Lịch sử
Trước khi nhà nước liên bang Thụy Sĩ được thành lập vào năm 1848 thì cơ quan trung ương duy nhất của Thụy Sĩ là Nghị viện Liên bang. Sau Chiến tranh Liên minh độc lập vào năm 1847, Nghị viện Liên bang được giao nhiệm vụ soạn thảo một bản hiến pháp liên bang cho Thụy Sĩ. Vấn đề cơ cấu tổ chức của cơ quan lập pháp có những ý kiến trái chiều, cụ thể là cách phân bổ số nghị sĩ cho mỗi bang: phe cấp tiến từ những bang lớn nhất đề nghị số nghị sĩ của mỗi bang tỉ lệ thuận với dân số của mỗi bang nhưng những bang nhỏ lo sợ sẽ bị yếu thế. Sau một khoảng thời gian tranh luận dài, hai bên thỏa hiệp chọn chế độ lưỡng viện của Quốc hội Hoa Kỳ: cơ quan lập pháp sẽ gồm có hai viện bình đẳng về quyền hạn, quyết định của cơ quan lập pháp phải có sự đồng ý của hai viện. Viện Quốc dân là cơ quan đại biểu của nhân dân Thụy Sĩ, gồm có những nghị sĩ được bầu ra từ các bang, số nghị sĩ được phân bổ tỉ lệ với dân số của mỗi bang. Viện Liên bang là cơ quan đại biểu của các bang, gồm có cùng một số lượng nghị sĩ từ mỗi bang, giống như Nghị viện Liên bang. Hiến pháp Thụy Sĩ năm 1848 quy định Quốc hội Liên bang là "cơ quan quyền lực nhà nước cao nhất của Thụy Sĩ".
Tháng 6 năm 1848, Nghị viện Liên bang thông qua dự thảo hiến pháp. Ngày 12 tháng 9, hiến pháp Thụy Sĩ được ban hành sau khi được các bang chấp nhận. Nghị viện Liên bang tuyên bố tự giải tán theo quy định chuyển tiếp của hiến pháp vào ngày 22 tháng 9. Bầu cử Quốc hội Liên bang được tổ chức thành công vào tháng 10 năm 1848 tại các bang tuy xảy ra một vài trường hợp xung đột, đặc biệt là ở bang Fribourg. Phe cấp tiến trúng cử hơn ba phần tư số nghị sĩ Viện Quốc dân và 30 trong số 44 nghị sĩ Viện Liên bang. Ngày 16 tháng 11 năm 1848, Quốc hội Liên bang bầu ra Hội đồng Liên bang đầu tiên của Thụy Sĩ.
Từ khi các quyền trưng cầu ý dân, quyền đề xướng luật lệ của nhân dân được bổ sung vào hiến pháp Thụy Sĩ vào năm 1874 thì Quốc hội Liên bang trở thành "cơ quan quyền lực nhà nước cao nhất của Thụy Sĩ dưới các quyền lợi của nhân dân và các bang".
Cơ cấu tổ chức của hai viện Quốc hội Liên bang không có những thay đổi đáng kể từ khi được thành lập. Số nghị sĩ Viện Quốc dân ban đầu là 111 nhưng tăng tỉ lệ với dân số Thụy Sĩ cho đến khi được cố định là 200. Nhiệm kỳ của nghị sĩ Viện Quốc dân ban đầu là 3 năm nhưng được tăng lên 4 năm vào năm 1931. Từ năm 1918, chế độ bầu cử của Viện Quốc dân là đại diện tỉ lệ. Năm 1979, Viện Liên bang được bổ sung hai nghị sĩ đại diện cho bang Jura vừa được thành lập.

## Tổ chức, bầu cử và thành phần
Quốc hội Liên bang gồm Viện Quốc dân và Viện Liên bang. Hai viện ngang quyền như nhau.

### Chủ tịch Quốc hội Liên bang
Chức vụ chủ tịch Quốc hội Liên bang do chủ tịch Viện Quốc dân đảm nhiệm. Vì kiêm nhiệm hai chức vụ nên chủ tịch Viện Quốc dân thông thường được gọi là "đệ nhất công dân" của Thụy Sĩ.

### Viện Quốc dân

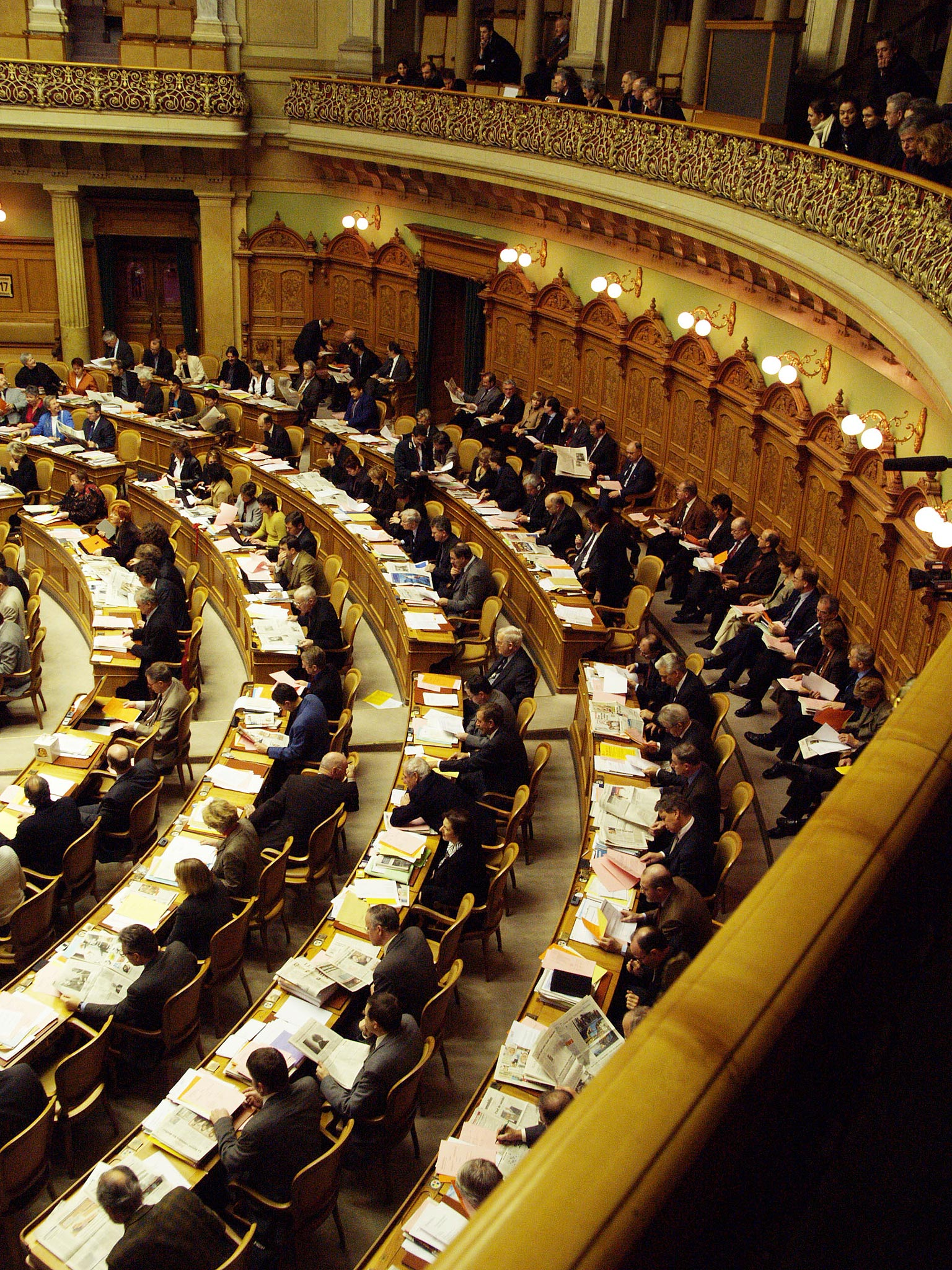
Hội trường Viện Quốc dân, nơi Quốc hội Liên bang họp toàn thể.

Viện Quốc dân là hạ viện của Quốc hội Liên bang, gồm 200 nghị sĩ đại diện cho nhân dân Thụy Sĩ. Từ năm 1931, nhiệm kỳ của nghị sĩ Viện Quốc dân là 4 năm (trước đó là 3 năm). Bầu cử Viện Quốc dân được tổ chức theo đại diện tỷ lệ liên danh đảng tại các bang của Thụy Sĩ. Mỗi bang là một đơn vị bầu cử, số nghị sĩ do mỗi bang bầu ra tương ứng với dân số của bang đó nhưng mỗi bang được bảo đảm ít nhất một nghị sĩ. Ví dụ: Zürich là bang đông dân nhất, bầu ra 35 nghị sĩ, còn những bang thưa dân như Appenzell Innerrhoden, Appenzell Ausserrhoden, Glarus, Nidwalden và Obwalden thì bầu ra 1 nghị sĩ.

### Viện Liên bang

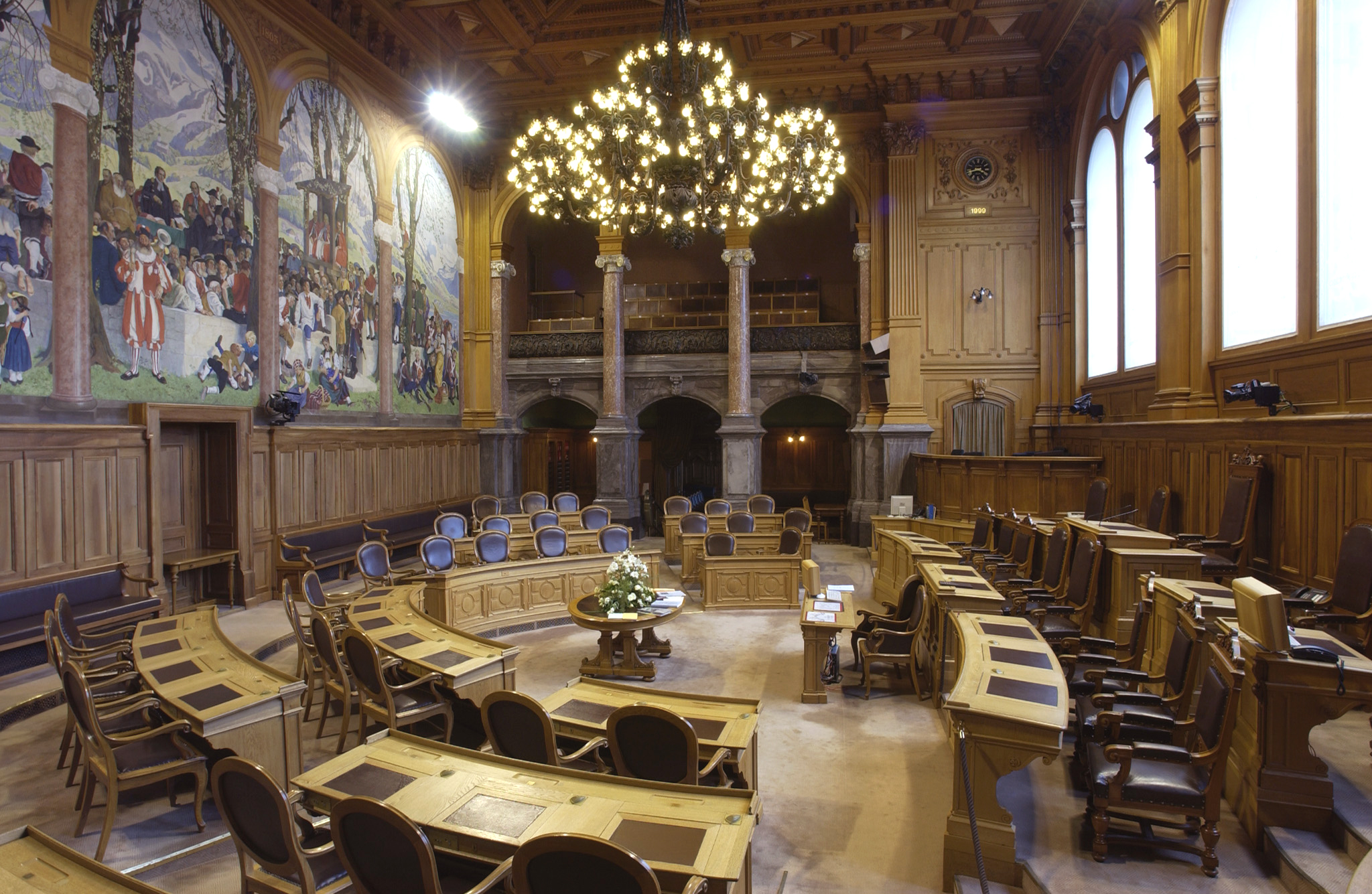
Hội trường Viện Liên bang.

Viện Liên bang là cơ quan đại biểu của các bang, gồm 46 nghị sĩ. Mỗi bang bầu ra 2 nghị sĩ, mỗi bán bang bầu ra 1 nghị sĩ, bất kể dân số lớn nhỏ.
Nghị sĩ Viện Liên bang đại diện cho bang của mình nhưng không chịu sự chi phối, chỉ đạo của chính quyền, cơ quan lập pháp của bang.
Mỗi bang được tự quyết định chế độ bầu cử. Bầu cử Viện Liên bang được tổ chức theo chế độ đa số tương đối, ngoại trừ tại bang Jura (đại diện tỉ lệ) và bang Neuchâtel (đại diện tỉ lệ từ năm 2011).

## Nhiệm vụ và quyền hạn
Thông thường dự án luật là do Hội đồng Liên bang trình Quốc hội Liên bang, cơ quan chủ trì soạn thảo là các bộ của chính phủ liên bang. Dự án luật trước tiên được các ủy ban của Quốc hội Liên bang thẩm tra, rồi được chủ tịch của hai viện nhất trí giao cho một trong hai viện của Quốc hội Liên bang nghiên cứu trong một phiên họp toàn thể. Trường hợp viện quyết định không xem xét thì dự án luật được trả lại cho Hội đồng Liên bang. Sau khi nghiên cứu, sửa đổi dự thảo luật, Viện Quốc dân và Viện Liên bang quyết định thông qua dự án luật. Trường hợp hai viện không nhất trí thì sẽ tiến hành thủ tục hòa giải bất đồng giữa hai viện.
Các nghị sĩ mỗi viện cũng có quyền trình dự án luật trước Quốc hội Liên bang.

### Tổ nghị sĩ
Tại Viện Quốc dân và Viện Liên bang, các nghị sĩ liên kết với nhau thành những tổ nghị sĩ dựa trên tư tưởng chính trị nhưng không nhất thiết là cùng đảng phái.
Một tổ nghị sĩ phải có ít nhất năm thành viên từ mỗi viện. Những nghị sĩ không tham gia một tổ nghị sĩ nào được gọi là "không đăng ký" và không được tham gia bất cứ ủy ban nào.
Tổ nghị sĩ có vai trò quan trọng trong sinh hoạt nghị trường. Tổ nghị sĩ xem xét những dự án, đề nghị trước khi trình Viện Quốc dân và Viện Liên bang. Ở Viện Quốc dân, một nghị sĩ phải thuộc một tổ nghị sĩ thì mới được tham gia ủy ban. Tổ nghị sĩ càng lớn thì càng nhiều ghế trong ủy ban, có thể ảnh hưởng kết quả biểu quyết về dự án, đề nghị trước khi trình Viện Quốc dân, Viện Liên bang.

## Nghị sĩ Quốc hội Liên bang

### Quy định hiến pháp về kiêm nhiệm
Hiến pháp Thụy Sĩ quy định nghị sĩ mỗi viện không được kiêm nhiệm chức vụ thành viên Hội đồng Liên bang, thẩm phán Tòa án tối cao liên bang và nghị sĩ viện kia.

### Quy định pháp luật về kiêm nhiệm
Ngoài ra, Luật Tổ chức Quốc hội quy định nghị sĩ Quốc hội Liên bang không được kiêm nhiệm những chức vụ sau đây:
- chức vụ do Quốc hội Liên bang bầu ra hoặc phê chuẩn bổ nhiệm;
- thẩm phán tòa án liên bang không  do Quốc hội Liên bang bầu ra;
- nhân viên biên chế chính phủ liên bang, bao gồm đơn vị hành chính phân cấp, Quốc hội Liên bang, tòa án liên bang, viện công tố liên bang và ủy ban ngoài Quốc hội Liên bang với thẩm quyền quyết định, trừ phi luật quy định khác;
- thành viên bộ tư lệnh quân đội;
- thành viên của ban điều hành đơn vị sự nghiệp công lập hoặc tổ chức tư nhân được giao nhiệm vụ hành chính và chịu sự chỉ đạo trực tiếp của chính phủ liên bang;
- đại diện của chính phủ liên bang tại đơn vị sự nghiệp công lập hoặc tổ chức tư nhân được giao nhiệm vụ hành chính và chịu sự chỉ đạo trực tiếp của chính phủ liên bang.

### Quyền miễn trừ
Hiến pháp Thụy Sĩ quy định nghị sĩ Quốc hội Liên bang có quyền miễn trừ trách nhiệm hình sự để bảo đảm quyền tự do ngôn luận tại Quốc hội Liên bang.
Nghị sĩ Quốc hội Liên bang không thể bị truy cứu trách nhiệm hình sự về phát ngôn trước Quốc hội Liên bang. Tuy nhiên, quyền miễn trừ trách nhiệm hình sự chỉ bao gồm những hành vi "liên quan mật thiết với nhiệm vụ, quyền hạn của chức vụ nghị sĩ.
Ủy ban pháp luật của hai viện Quốc hội Liên bang có quyền tước quyền miễn trừ của nghị sĩ. Ngoài ra, Ủy ban về quyền miễn trừ của Viện Quốc dân có độc quyền xem xét vấn đề này.

### Chế độ của nghị sĩ Quốc hội Liên bang

#### Thu nhập
Nghị sĩ Quốc hội Liên bang được trả mức lương hằng năm là 26.000 franc. Ngoài ra, cứ mỗi ngày tham dự họp thì nghị sĩ Quốc hội Liên bang được hưởng phụ cấp 440 franc.
Nếu nghị sĩ Quốc hội Liên bang là chủ tịch của một ủy ban Quốc hội Liên bang, một phái đoàn, một tiểu ban hoặc một tổ công tác thì được tăng gấp đôi phụ cấp đi họp hằng ngày. Ngoài ra, mỗi lần báo cáo trước một trong hai viện Quốc hội Liên bang thì nghị sĩ được trả phụ cấp bằng một nửa phụ cấp đi họp.
Trường hợp mắc bệnh hoặc không thể tham dự họp do tai nạn thì nghị sĩ Quốc hội Liên bang được hưởng trợ cấp.
Lương của nghị sĩ Quốc hội Liên bang phải khấu trừ mức đóng bảo hiểm xã hội và chịu thuế thu nhập.

#### Chế độ khác
Nghị sĩ Quốc hội Liên bang được hưởng hoạt động phí hằng năm là 33.000 franc trong thời gian thực hiện nhiệm vụ và công tác phí bao gồm phụ cấp lưu trú, chi phí ăn uống, chi phí đi lại từ nhà đến Bern và chi phí đi lại trong thời gian thực hiện nhiệm vụ.
Chi phí ăn uống là 115 franc mỗi ngày đi họp và phụ cấp lưu trú qua đêm trong thời gian giữa hai phiên họp là 180 franc. Trường hợp ngoại lệ là nếu thời gian đi lại từ nhà đến cơ quan bằng giao thông công cộng ít hơn 30 phút hoặc khoảng cách từ nhà đến cơ quan theo đường chim bay ít hơn 10 km thì nghị sĩ không được hưởng phụ cấp lưu trú. Trong thời gian công tác ở nước ngoài thì phụ cấp lưu trú và chi phí ăn uống tổng cộng là 395 franc mỗi ngày.
Hoạt động phí và công tác phí của nghị sĩ Quốc hội Liên bang không bị khấu trừ mức đóng bảo hiểm xã hội và không phải chịu thuế.

#### Phụ cấp gia đình
Nghị sĩ Quốc hội Liên bang được hưởng phụ cấp gia đình bổ sung cho phụ cấp gia đình từ các bang nếu phụ cấp gia đình của bang dưới:
- 384.70 franc đối với đứa trẻ đầu tiên;
- 248.40 franc đối với mỗi đứa trẻ tiếp theo;
- 270.60 franc đối với mỗi đứa trẻ đủ 16 tuổi và đã hoàn thành giáo dục trung học.[18]

## Chức danh do Quốc hội Liên bang bầu
Quốc hội Liên bang có nhiệm vụ bầu ra một số chức danh nhất định, bao gồm:
- thành viên Hội đồng Liên bang;
- tổng thống liên bang;
- tổng thư ký liên bang;
- thẩm phán Tòa án tối cao liên bang, và
- đại tướng Quân đội Thụy Sĩ

Đề nghị bầu Hội đồng Liên bang, tổng thư ký liên bang và thẩm phán Tòa án tối cao liên bang thông thường do một tổ nghị sĩ trình Quốc hội Liên bang.